# Landtagswahl in Nordrhein-Westfalen 1990
- SPD: 122
- Grüne: 12
- FDP: 14
- CDU: 89

Die Wahl zum Landtag von Nordrhein-Westfalen der 11. Wahlperiode fand am 13. Mai 1990 parallel zur Landtagswahl in Niedersachsen statt.
Bei dieser Landtagswahl stellte sich die SPD-Alleinregierung unter Ministerpräsident Johannes Rau (Kabinett Rau III) erneut der Wiederwahl. Rau war seit 1978 Ministerpräsident; er stellte sich (nach der Wahl 1980 und 1985) 1990 zum dritten Mal zur Wiederwahl. Für die CDU trat Norbert Blüm (Bundesarbeitsminister seit 1982) als Herausforderer von Johannes Rau an. Die CDU erhielt einen minimal höheren Stimmenanteil als bei der Wahl zuvor. Die SPD erhielt 50,0 Prozent der Stimmen (2,1 Prozentpunkte weniger als 1985) und 125 der 237 Sitze im Landtag.
Die FDP verlor leicht auf 5,8 Prozent. Die Grünen erhielten 5,0 Prozent der Stimmen; damit überwanden sie erstmals die Fünfprozenthürde und zogen in den Landtag ein.

## Ergebnis
| Wahlberechtigte: | 13.036.004 |
| Wähler:          | 9.353.712  |
| Wahlbeteiligung: | 71,75 %    |
| Gültige Stimmen: | 9.291.974  |

| Partei         | Stimmen absolut | Anteil in % | Wahl- kreisbe- werber | Direkt- man- date | Sitze 1990 | Sitze 1992 |
| -------------- | --------------- | ----------- | --------------------- | ----------------- | ---------- | ---------- |
| SPD            | 4.644.431       | 49,98       | 151                   | 122               | 122        | 123        |
| CDU            | 3.409.953       | 36,70       | 151                   | 29                | 89         | 90         |
| FDP            | 535.656         | 5,76        | 151                   |                   | 14         | 14         |
| GRÜNE          | 469.098         | 5,05        | 151                   |                   | 12         | 12         |
| REP            | 171.867         | 1,85        | 135                   |                   |            |            |
| ÖDP            | 46.650          | 0,50        | 136                   |                   |            |            |
| NPD            | 3.370           | 0,04        | 24                    |                   |            |            |
| DKP            | 2.376           | 0,03        | 18                    |                   |            |            |
| Patrioten      | 1.742           | 0,02        | 26                    |                   |            |            |
| CM             | 1.161           | 0,01        | 5                     |                   |            |            |
| Zentrum        | 717             | 0,01        | 3                     |                   |            |            |
| Familie        | 210             | 0,00        | 1                     |                   |            |            |
| SRP            | 202             | 0,00        | 3                     |                   |            |            |
| FAP            | 56              | 0,00        | 1                     |                   |            |            |
| Einzelbewerber | 4.485           | 0,05        | 7                     |                   |            |            |
| Total          | 9.291.974       |             | 963                   | 151               | 237        | 239        |

Durch eine Entscheidung im Wahlprüfungsverfahren zog am 5. März 1992 Hagen Müller (SPD) als direkt gewählter Abgeordneter für den Wahlkreis 151 (Märkischer Kreis IV) in den Landtag ein, die ursprünglich festgestellte Siegerin im Wahlkreis, Petra Böckelmann (CDU), schied aus. Dadurch erhöhte sich die Zahl der Direktmandate der SPD von 121 auf 122. Die CDU erhielt ein zusätzliches Ausgleichsmandat. So erhöhte sich die Gesamtzahl der Sitze von 237 auf 239.
Sitzverteilung am Ende der Wahlperiode: SPD 122, CDU 89, FDP 14, Grüne 12, fraktionslos 2

## Kabinett Rau IV
Rau bildete nach der Wahl das Kabinett Rau IV. Viele Posten besetzte er mit denselben Ministern wie im Kabinett zuvor.
Das Ressort ‚Bundesangelegenheiten‘ übernahm Rau nun selber (zuvor: Günther Einert; Einert wurde Minister für Wirtschaft, Mittelstand und Technologie und folgte damit Reimut Jochimsen (1933–1999)); Rau berief erstmals eine Ministerin für die ‚Gleichstellung von Frau und Mann‘ (Ilse Ridder-Melchers); als Nachfolger von Christoph Zöpel (‚Stadtentwicklung, Wohnen und Verkehr‘) berief er Franz-Josef Kniola (‚Stadtentwicklung und Verkehr‘) sowie für ‚Bauen und Wohnen‘ Ilse Brusis.